# کولئوفورا ایرانلا
کولئوفورا ایرانلا (نام علمی: Coleophora iranella) گونه‌ای شاپرک است. زیستگاه این حشره در ایران می‌باشد.